# Hans Wiers-Jenssen

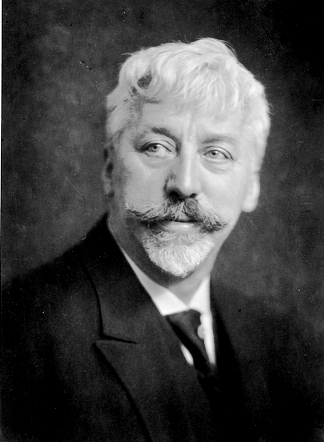
Hans Wiers-Jenssen.

Hans Wiers-Jenssen, född den 25 november 1866 i Bergen, död där den 25 augusti 1925, var en norsk skådespelare, teaterregissör och författare, gift med Rigmor Nicolowna Wiers-Jenssen och far till Johan Henrik Wiers-Jenssen.
Wiers-Jenssen var anställd vid Christiania Theater, Nationaltheatret och Den Nationale Scene. Han fick framgång med nyårsrevyerna Tutti Frutti (1893) och Confetti men är som dramatiker mest känd för skådespelet Anne Pedersdotter från 1908 (filmatiserat som Vredens dag av Carl Theodor Dreyer 1943, opera av Edvard Fliflet Bræin 1971) samt Bergenkomedin Jan Herwitz från 1913. Han skrev också bland annat barnstycket Tornerose (1913), det bibliska dramat Saul (1916), konstnärsromanen Alhambra (1918) och flera novellsamlingar med stoff från Bergen: Tante Mine fortæller (1910), Krøniker fra den gamle by (1916) och Laurentius og andre krøniker fra den gamle by (1923).
Han skrev även flera teaterhistoriska arbeten, bland annat Billeder fra Bergens ældste teaterhistorie (1921) och Nationaltheatret gjennem 25 aar (1924). Dessutom utgav han flera skrifter om spiritism och var redaktör för Norsk tidsskrift for psykisk forskning.